# ایان مک‌لارن
ایان مک‌لارن (انگلیسی: Ian Maclaren؛ ۱ مه ۱۸۷۵ – ۱۰ آوریل ۱۹۵۲) بازیگر اهل بریتانیا بود.
از فیلم‌ها یا برنامه‌های تلویزیونی که وی در آن نقش داشته است می‌توان به بینوایان، آخرین موهیکان، مردی با نقاب آهنین، کلئوپاترا، درنده باسکرویل، اگر پادشاه بودم، شاهزاده و گدا، و جسم و روح اشاره کرد.